# 元音弱化
元音弱化（vowel reduction）是一個語言學術語，屬於語言學中弱化現象的其中一類，只用來描述元音變弱的情況。具體而言，指根據元音的輕重音或在音節內的位置（特別是在詞末時）元音的響度、音長、發音部位等特點發生減少或改變的情況。
很多語言都有元音弱化現象，比如俄語和英語。漢語普通話的輕聲中也會發生元音弱化，會出現音長縮短和發音部位的改變（複元音單化、單元音央化）。

## 簡介
常見的元音弱化有以下幾種：
- 複元音單元音化：

如北京話口語中的“木頭”/mu tʰou/弱化成/mu tʰo/。“擱在桌上”的“在”由/tsai/弱化成/tə/。
- 單元音[2]央元音化：

俄語的例子最典型，俄語元音/a/和/o/在非重讀音節上會弱化為/ɛ/或/ʌ/，非重讀的元音/e/（除了與元音/i/相連時）發音時其音位會更靠近中央。
英語的弱讀音節中亦會發生元音央化。比如美式英語在起首的a，因為是弱讀音節，所以音值爲/ə/。英語中還有幾十個常用的語法次有強式和弱式兩種發音，在弱式發音中，元音一般都會弱化成央元音/ə/，如：
1. a：強式/ei/→弱式/ə/
2. an：強式/æn/→弱式/ən/
3. the：強式/ðiː/→弱式/ðə/

漢語普通話中常用的虛詞“了、着、的（底）”等，現在的韻母都是單個央元音/ə/，但在中古漢語中它們的韻母分別是/eu/、/iak/、/ei/，可以看出也經歷了元音弱化現象。
- 元音脫落。隨着元音弱化程度的加深，甚至可能出现元音的完全脱落。

如北京話口語的“豆腐”/tou fu/常说成/tou f/。
英語的弱式發音中也會發生元音的脫落。如am的弱式發音是/əm/，但在口語中經常會脫落到只剩下/m/，例如I am coming/ai æm kʌmiŋ/一般在口語中說成/aim kʌmiŋ/。

## 元音發音弱化

基於Collins & Mees (2003)的主要元音圖表，顯示出外圍（白色）和中央（藍色）元音之相對空間關係.

## 參看
- Schwa
- 元音變換
- 輔音弱化
- 懶音
- 歷史語言學
- Clipping (phonetics)（英语：Clipping (phonetics)）
- 無聲字母
- 無聲